# المنزل (مذيخرة)

تعديل مصدري - تعديل

المنزل هي إحدى قرى عزلة حمير بمديرية مذيخرة التابعة لمحافظة إب، بلغ تعداد سكانها 99 نسمة حسب تعداد اليمن لعام 2004.